# Onderwijsplatform
Onderwijsplatform is een online systeem of applicatie ontworpen om het onderwijs en leerprocessen te ondersteunen en te verbeteren. Het biedt digitale toegang tot educatieve content, leermiddelen, en communicatietools, en is bedoeld voor gebruik door zowel docenten als studenten.

## Geschiedenis
De ontwikkeling van onderwijsplatforms begon in de vroege jaren 2000, met de opkomst van het internet en digitale technologieën. Deze platforms zijn geëvolueerd van eenvoudige online documenten en e-mailuitwisselingen tot complexe systemen die interactieve cursussen, videoconferenties, en gepersonaliseerde leertrajecten ondersteunen.

## Functies
Onderwijsplatforms bieden een breed scala aan functies, waaronder:
- ELO (Elektronische Leeromgeving) voor het beheren van cursussen
- Toegang tot digitale leermaterialen zoals e-books, video's, en interactieve oefeningen
- Communicatietools zoals forums, chats, en videoconferenties
- Evaluatie- en beoordelingstools voor opdrachten en toetsen
- Integratie met andere educatieve technologieën en systemen

## Voordelen
Het gebruik van onderwijsplatforms heeft meerdere voordelen, waaronder:
- Verbeterde toegankelijkheid van educatieve materialen
- Flexibiliteit in leerpaden en studietijden
- Mogelijkheden voor gepersonaliseerd leren
- Verbeterde communicatie tussen studenten en docenten
- Efficiëntere administratie van het leerproces

## Uitdagingen
Desondanks worden onderwijsplatforms ook geconfronteerd met uitdagingen, zoals:
- Technologische toegankelijkheid en digitale kloof
- Behoud van studentenbetrokkenheid en motivatie
- Zorgen over privacy en gegevensbeveiliging
- Noodzaak voor continue technische ondersteuning en ontwikkeling

## Voorbeelden
Enkele bekende onderwijsplatforms zijn Smartschool, Moodle, Blackboard, en Kahoot!.